# Tsubame
Tsubame (jap. 燕市 Tsubame-shi) – miasto w Japonii, w prefekturze Niigata, na wyspie Honsiu (Honshū), nad rzeką Shinano.

## Położenie
Miasto leży w środkowej części prefektury. Graniczy z: Niigata, Sanjō, Nagaoka

## Transport

### Kolejowy
Przez miasto przebiega linia Jōetsu-Shinkansen, na której znajduje się stacja Tsubame-Sanjō oraz linie JR Echigo i Yahiko. 

### Drogowy
Autostrada Hokuriku, drogi krajowe nr: 116, 289.